# Dia de la Terra (Palestina)
|  | Aquest article tracta sobre la festivitat palestina del 30 de març. Si cerqueu la festivitat internacional del 22 d'abril, vegeu «Dia de la Terra». |

El Dia de la Terra (en àrab, يوم الأرض, Yawm al-Ard; en hebreu: יוֹם הַאֲדָמָה: יוֹם הַאֲדָמָה, Yom HaAdama), commemorat anualment el 30 de març, és la diada en què el poble palestí commemora els esdeveniments que van tenir lloc el 30 de març de 1976 quan, en resposta a l'anunci del govern d'Israel d'un pla per a expropiar gran quantitat de terra de propietat palestina per dedicar-la a nous assentaments jueus, es van organitzar una vaga general i nombroses manifestacions a les ciutats de majoria palestina d'Israel, des de Galilea fins al Nègueb. En els consegüents enfrontaments entre manifestants palestins, d'una banda, i exèrcit i policia israelians, per una altra, sis ciutadans desarmats van ser assassinats, un centenar va resultar ferit i diversos centenars més van acabar detinguts.
Els estudis sobre el conflicte palestí-israelià concedeixen al Dia de la Terra un paper central en la lluita per la terra i en la relació dels ciutadans israelians d'origen palestí amb el mateix Estat d'Israel i els seus polítics. Cal destacar que va ser la primera vegada des de 1948 que els palestins d'Israel van organitzar una resposta a les polítiques israelianes com a col·lectiu nacional palestí unit. Des de llavors, aquesta diada s'ha convertit en un important dia de commemoració anual al calendari polític palestí, commemorat no només per ciutadans israelians d'origen palestí sinó també per palestins de tot el món.

## Context

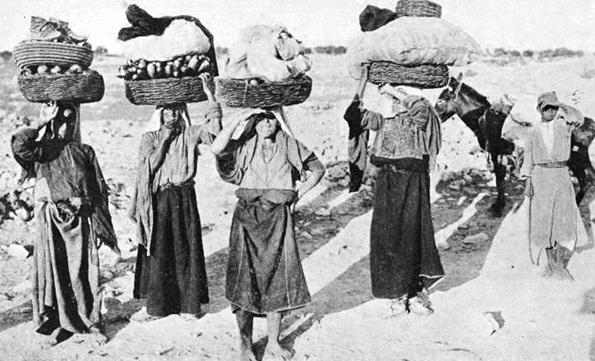
Camperols palestins (fellahat) de Battir, un llogaret entre Jerusalem i Betlem, portant els seus productes al mercat (1910)

El poble palestí ha estat un poble tradicionalment agrari; el 75% vivia de la terra abans de l'establiment de l'estat d'Israel. Després de l'expulsió o fugida d'uns dos terços (més de 700.000 persones) de la població palestina de les seves terres com a resultat de l'embranzida de les tropes jueves a la Guerra àrab-israeliana de 1948, i després de la negativa d'Israel a concedir-los el dret de tornada, la terra va continuar jugant un paper clau a les vides dels aproximadament 156.000 palestins que van romandre dins del naixent Estat d'Israel, servint com a font d'identitat comunal, d'honor, i com un propòsit clar a mantenir.
L'any 1950 el govern israelià va adoptar la Llei del Retorn per a facilitar la immigració jueva a Israel i l'absorció de refugiats jueus tant provinents de diferents punts de l'Europa post-Segona Guerra Mundial com dels estats àrabs circumdants. La Llei de Propietat Absent, promulgada per Israel al març de 1950, va transferir els drets de propietat d'aquells palestins declarats «absents», fugits durant la guerra i als quals se'ls negava la possibilitat de tornar, a un organisme governamental denominat Custodi de la Propietat Absent. També es va utilitzar per confiscar les terres dels palestins que, sent ja ciutadans israelians, «estan presents dins de l'estat, però encara estan classificats per la llei com a absents». El nombre dels denominats "presents-absents" (palestins que van resultar desplaçats interns pel conflicte) es va xifrar, a data de 2001, en uns 200.000, entorn del 18% del total d'1.200.000 ciutadans israelians d'origen palestí d'aquell any. L'investigador Salman Abu Sitta calculà que, entre 1948 i 2003, més de 1.000 quilòmetres quadrats de terres amb propietat privada palestina van ser expropiades per l'Estat d'Israel (de presents-absents i altres tipus).
Segons el geògraf Oren Yiftachel, abans de mitjans de la dècada de 1970, les protestes públiques contra les pràctiques i les polítiques de l'Estat d'Israel entre els ciutadans d'origen palestí van ser més aviat escasses, principalment com a conseqüència d'una combinació de factors que inclouen la llei marcial (tots els ciutadans palestins d'Israel van estar regits per una administració militar fins a 1966), la pobresa, l'aïllament, la fragmentació de les comunitats i la seva situació perifèrica en el nou estat israelià. Les protestes desenvolupades contra les expropiacions de terres i les restriccions a les quals es veien subjectes els ciutadans israelians d'origen palestí a causa de la llei marcial (entre 1948 i 1966) han estat descrites pel periodista Shany Payes com a «esporàdiques» i «limitades», a causa de les restriccions en els drets a la llibertat de moviment, d'expressió i de reunió que van caracteritzar aquell període. El moviment polític La Terra (Al-Ard) es va mantenir actiu durant una dècada però va ser declarat il·legal el 1964; a part d'aquest moviment, les principals protestes contra el govern van tenir lloc el Primer de Maig i a càrrec del partit comunista.

### Causes directes

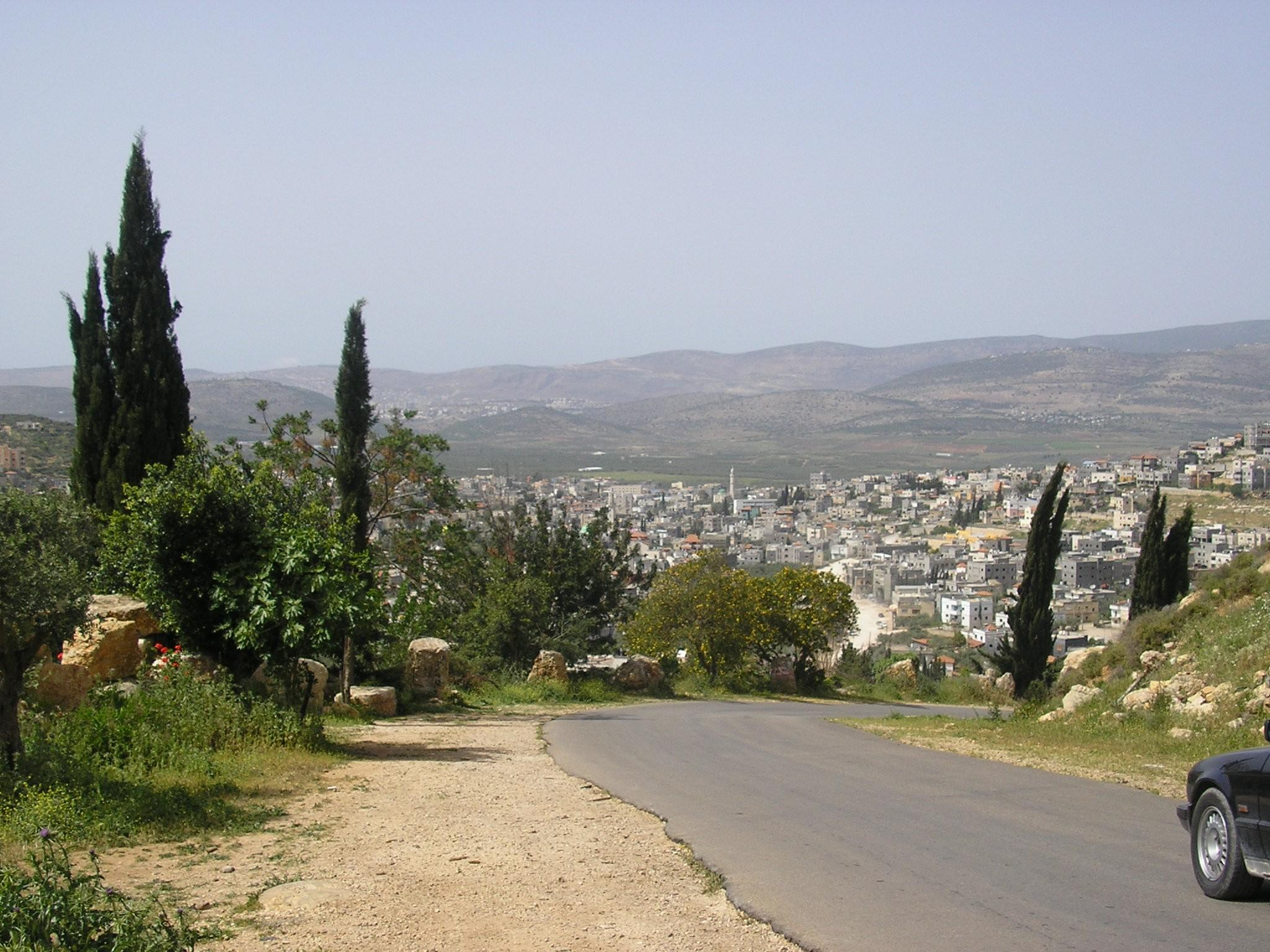
Vista d'Arraba des de la carretera que porta fins a la seva frontera nord.

El 1976, el govern d'Israel va declarar la seva intenció d'expropiar terres a Galilea per a ús oficial, la qual cosa afectava un total aproximat de 20.000 dúnams (uns 20 quilòmetres quadrats) entre els pobles de majoria palestina de Sakhnin i Arraba, de les quals uns 6.300 dúnams eren de propietat privada palestina. L'11 de març de 1976 el govern va publicar el pla d'expropiació.
Yiftachel escriu que la confiscació de terres i l'expansió dels assentaments jueus al nord de Galilea formaven part d'una estratègia governamental de judeïtzació de Galilea que, al seu torn, constituïa una resposta i una causa de la resistència palestina, i que culminaria amb els esdeveniments commemorats pel Dia de la Terra. Segons Nayef Hawatmeh, dirigent del Front Democràtic per a l'Alliberament de Palestina (FDLP), els terrenys expropiats s'usarien per a construir «[…] vuit ciutats industrials jueves, en compliment de l'anomenat Pla de Desenvolupament de Galilea de 1975. Lloant aquest pla, el Ministeri d'Agricultura va declarar obertament que el seu principal objectiu era alterar la naturalesa demogràfica de Galilea per a crear una majoria jueva a la zona». L'any 2016, Orly Halpern, periodista del The Jerusalem Post, va afirmar que les terres van ser confiscades pel govern per motius de seguretat, i que posteriorment es van usar per a construir un camp d'entrenament militar així com nous assentaments jueus.
Yifat Holzman-Gazit situa l'anunci de confiscacions de 1976 en el marc d'un pla més gran concebut l'any 1975. Uns 1.900 dúnams de terrenys de propietat privada palestina es va expropiar per a expandir la ciutat jueva de Karmiel. A més, el pla preveia l'establiment entre 1977 i 1981 de 50 nous assentaments jueus coneguts com a mitzpim (en singular: mitzpe) amb unes 20 famílies cadascun. El pla pretenia situar aquests assentaments entre poblacions de majoria palestina a la Galilea central, afectant a uns 20.000 dúnams (uns 20 quilòmetres quadrats), un 30% dels quals serien expropiats a àrabs i un 15% a jueus, tenint la resta consideració de terreny estatal. David McDowall identifica la represa de les confiscacions de terra a Galilea i l'acceleració de les expropiacions de terra a Cisjordània a mitjan dècada de 1970 com el catalitzador immediat tant de les manifestacions del Dia de la Terra com de manifestacions similars que van tenir lloc durant aquella mateixa època a la Cisjordània ocupada. McDowall opina que «res va servir més per unir políticament a les dues comunitats palestines que la qüestió de la terra».

### Protestes de 1976
La decisió del govern de confiscar terres de les dues ciutats àrab-israelianes va venir acompanyada de la declaració de toc de queda a les localitats de Sakhnin, Arraba, Deir Hanna, Tur'an, Tamra, i Kabul, que es va fer efectiu des de les 17 hores del 29 de març de 1976. Dirigents palestins locals del Partit Comunista Israelià (Rakah), com Tawfiq Zayyad, que també va ser alcalde de Natzaret, van respondre a l'anunci convocant un dia de protestes i una vaga general pel 30 de març. El 18 de març, els líders dels consells palestins locals i membres del Partit Laborista Israelià es van trobar a Shefa-Amr i van decidir no donar suport al dia de protestes. Quan les notícies d'aquesta decisió es van fer públiques, es va originar ràpidament una manifestació a les portes dels edificis municipals que va ser dispersada amb gasos lacrimògens. El govern va declarar il·legals totes les manifestacions i va amenaçar d'acomiadar als "agitadors" dels seus llocs de treball, com per exemple als professors que animessin al seu alumnat a participar-hi. No obstant això, les amenaces no van servir de gaire, i multitud de professors van fer crida als seus alumnats a unir-se a la vaga general i a les manifestacions que va tenir lloc per les ciutats de majoria palestina d'Israel, des de Galilea al nord fins al Nègueb al sud. També es van realitzar vagues solidàries gairebé simultàniament a Cisjordània, a la Franja de Gaza i a la majoria dels camps de refugiats palestins del Líban.
Aquell dia van tenir lloc actes sense precedents a la història d'Israel. Segons la International Jewish Peace Union, «per prevenir incidents dins d'Israel en motiu del Dia de la Terra, es van desplegar a Galilea aproximadament 4.000 policies, inclosa una unitat tàctica aerotransportada per helicòpter i unitats de l'exèrcit». Durant les protestes, quatre manifestants desarmats van ser assassinats per l'exèrcit israelià i dos més per la policia. Nahla Abdo i Ronit Lentin van comentar que tres dels morts van ser dones i que «es va permetre que l'exèrcit conduís tancs i vehicles blindats per carreteres sense asfaltar de diversos pobles de Galilea». Uns 100 ciutadans israelians d'origen palestí van resultar ferits i centenars més van ser arrestats.

### Reaccions
Un document del govern israelià de 2003 indica que: «les personalitats públiques àrabs van intentar limitar les protestes, però van perdre el control dels esdeveniments. Els manifestants van cremar pneumàtics, van bloquejar carreteres i van llançar pedres i còctels Molotov». Baruch Kimmerling i Joel S. Migdal comparen els successos del Dia de la Terra de 1976 amb la massacre de Kafr Qasim de 1956, en la qual l'exèrcit israelià va metrallar a dotzenes de ciutadans d'aquesta localitat israeliana d'origen palestí, amb resultat de 48 morts i 13 ferits. Segons aquests autors, en el Dia de la Terra, els palestins d'Israel van exhibir una «[…] gosadia, confiança i conscienciació política totalment absent el 1956; aquesta vegada els ciutadans àrabs no van ser passius i submisos. Més aviat al contrari, van iniciar i van coordinar l'activitat política a nivell nacional, responent a la brutalitat policial amb la seva pròpia violència».

## Impacte

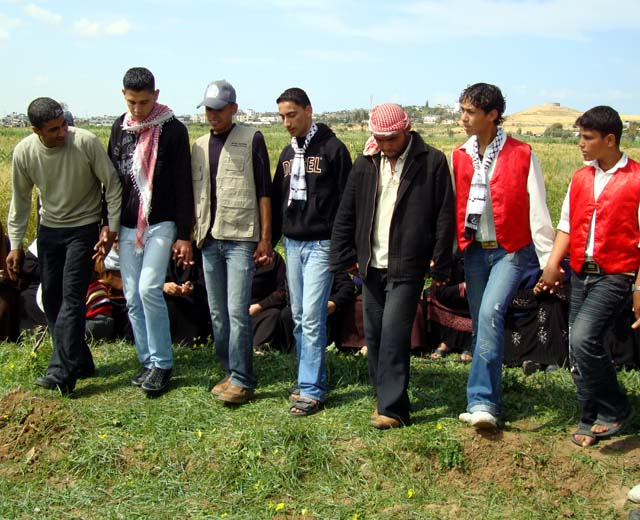
Joves palestins ballant una dabka a la Franja de Gaza la diada de 2009.

Durant els esdeveniments del Dia de la Terra de 1976 va sorgir un nou sentiment d'orgull nacional entre la comunitat palestina, així com una sensació d'ira i de pena contra l'Estat d'Israel i la policia pels manifestants morts. Es va produir una ruptura entre els partits polítics àrabs, concretament entre el Partit Comunista Israelià (Rakah) i Fills de la Terra (Abnaa el-Balad). Compromès amb una solució de dos estats al conflicte palestí-israelià, els comunistes veien amb importants reserves la implicació dels palestins de Cisjordània. En canvi, el moviment cívic, que defensa l'establiment d'un sol i democràtic Estat de Palestina per a jueus, musulmans i cristians (la coneguda com a solució d'un sol estat), considerava els assumptes de la terra, la igualtat, els refugiats i l'ocupació com «un tot complet, integral i indivisible». Els comunistes van seguir compromesos amb la solució de dos estats, però es van veure abocat a mantenir un delicat equilibri, expressant més clarament la seva identitat palestina, per a entonar millor amb el nou sentiment comunitari. Per exemple, poc després del Dia de la Terra, Tawfiq Zayyad va declarar que, «d'ara en endavant no hi haurà comunitats ni grups religiosos sinó una sola minoria àrab, part de la nació palestina».
El Dia de la Terra també va comportar una major presència de ciutadans palestins a la política israeliana, a partir de la qual ja no podrien ser ignorats. La societat civil palestina va començar a coordinar-se més entre si i les protestes contra les polítiques del govern es van fer més freqüents, centrant-se en tres assumptes principals: la terra i les polítiques de planejament urbà, les condicions socioeconòmiques de la comunitat i els drets nacionals dels palestins.
La protesta no va poder detenir els plans d'expropiació de terres de 1975. El nombre de mitzpim creats va arribar a 26 el 1981 i a 52 el 1988. Aquests mitzpim, juntament amb les "ciutats de desenvolupament" de Natzaret Il·lit, Maalot-Tarxiha, Migdal HaEmek i Karmiel, van alterar significativament la composició demogràfica de Galilea. Mentre que els palestins havien representat el 92% de la població de Galilea, en els anys que van seguir a l'establiment d'Israel, aquest percentatge es va reduir fins a un 72% el 1994, amb els jueus augmentant la seva presència fins al restant 28%. No obstant això, des dels anys 1980, els governs israelians han evitat expropiacions de terres a gran escala a la zona.

## Cobertura mediàtica

### Premsa israeliana
Nombrosos acadèmics israelians han analitzat i criticat el biaix mediàtic de la cobertura que van donar els diversos mitjans de comunicació israelians al Dia de la Terra. Un estudi de 1994 d'Alina Koren va analitzar set importants diaris israelians i va descobrir que la cobertura tant dels preparatius com del resultat del Dia de la Terra van ser extensos entre març i abril de 1976, i que els reportatges es van basar gairebé per complet a les declaracions realitzades per fonts d'informació oficials com ara ministres, assessors o "experts en àrabs". Amb prou feines es va dedicar espai a les veus dels participants i organitzadors palestins. Tots els diaris examinats, amb independència de la seva tendència ideològica, van minimitzar les causes de les protestes i, en canvi, van emfatitzar dos temes principals: van retratar les manifestacions com el producte d'una minoria insignificant i no representativa de la comunitat palestina d'Israel, i les van descriure com una amenaça potencial a l'ordre públic i a la seguretat de l'Estat. Daniel Bar-Tal i Yona Teichman van escriure que «resulta d'especial importància el descobriment que tots els diaris van deslegitimar als participants com a comunistes, nacionalistes, extremistes, agitadors, incitadors a la violència, enemics o persones violentes».
Bar-Tal i Teichman també citen un estudi de l'any 2000 dels professors Gadi Wolfsfeld, Eli Avraham i Issam Aburaiya que van analitzar la cobertura de les commemoracions anuals entre 1977 i 1997 per part del Haaretz i del Yediot Aharonot, i van descobrir que els reportatges previs a cada Dia de la Terra també es basaven, en gran part, en declaracions de la policia i en fonts militars. El focus es posava en els preparatius de seguretat, mentre que els reportatges sobre els palestins es limitaven a l'agitació i incitació a la violència realitzades pel seu lideratge. La informació sobre els motius de la protesta apareixien en tan sols un 6% o un 7% de les notícies publicades. Gairebé tots els periodistes eren jueus, i només Haaretz tenia un reporter especial assignat a la població palestina. L'esdeveniment es va emmarcar en el context del conflicte araboisraelià i els manifestants palestins se'ls va definir com a enemics en lloc de ciutadans que realitzaven les seves legítimes demandes al seu govern. Per exemple, un editorial del 22 de març de 1997 al Yedioth Aharonot deia: «El dret de protesta no inclou el dret a generar avalots, a tancar carreteres, a tirar pedres als vehicles. […] Una vegada més, cal deixar clar als àrab-israelians que la major part de la seva condició d'israelians està basada en la lleialtat que deuen al seu país i a les seves lleis. Si no volen aquestes lleis, ningú els està impedint anar-se».
The Jerusalem Post, un dels set diaris més importants del territori, va donar cobertura als fets ocorreguts a Galilea i va exposar que: «El que va iniciar la revolta que va acabar amb aquelles morts va ser un atac per part de centenars de joves àrabs encesos contra un comboi que conduïa per la carretera entre els pobles de Sakhnin, Arraba i Deir Hanna. No va haver-hi provocació prèvia per part del comboi de l'exèrcit, a no ser que s'insisteixi a considerar una provocació la mera presència d'una unitat de l'exèrcit israelià en el cor de la Galilea israeliana».

### Premsa internacional
El diari estatunidenc The New York Times va informar a l'edició del 31 de març de 1976 que les morts van ser provocades per la policia durant «avalots a la regió de Galilea per protestar contra l'expropiació israeliana de terra àrab».
El diari britànic The Times va publicar l'1 d'abril la versió succinta dels fets dels portaveus del Govern israelià, dels líders àrabs i de la policia i l'exèrcit, després que es visqués, amb crits i tensió, una sessió monogràfica a la Kenésset, l'assemblea legislativa israeliana. Concretament, la representació del govern va expressar que els agents de seguretat van obrir foc després que «tropes i policies estiguessin en perill de ser atropellats pels esvalotadors». Per la seva banda, els líders àrabs van respondre que en «àrees en les quals les manifestacions contra l'expropiació de terres van ser permeses van finalitzar pacíficament». Al seu torn, portaveus de l'exèrcit i la policia van negar que hi hagués hagut «provocació per part de les forces de seguretat, les quals va entrar en acció només en resposta als atacs amb pedres i bombes incendiàries». El diari també va assenyalar que si bé els Nous Comunistes tenien poc suport dins del parlament, es va generar una «tempesta política» sobre el paper de les forces de seguretat durant les manifestacions. El balanç que en va fer va ser de sis àrabs morts i tres-cents detinguts després de les manifestacions, noranta dels quals en detenció permanent durant quinze dies. En darrer lloc, va noticiar la voluntat d'un comitè de l'assemblea legislativa per a prohibir la participació de tres diputats de Nous Comunistes —els senyors Wilner, Toubi i el batlle de Natzaret, Toufiq Ziad— durant un número de sessions com a mesura disciplinària per haver cridat "assassins en massa" al primer ministre israelià Yitshaq Rabbín i als seus ministres. Dies després, el 5 d'abril, el diari va publicar les conclusions i valoracions que havia anunciat el Govern de Rabbín el dia abans. Aquestes declaracions van consistir en donar «ple suport a les mesures de la policia durant els avalots», a valorar «alguns dels greuges que es creu que van contribuir al malestar» i a considerar, en breu, «propostes amb perspectiva a integrar-los [ciutadans àrabs] en totes les esferes de la vida israeliana sobre la base de la igualtat». El govern també va defensar que «les mesures de reforç del toc de queda i de restabliment de l'orde no van excedir el mínim necessari». El rotatiu britànic també va assenyalar que, sobre el terreny, es percebia, «com a motiu d'intensitat dels esvalotadors, la llarga sensació de frustració i el sentiment que els ciutadans àrabs no gaudien de les mateixes oportunitats que els jueus». Finalment, també va notificar que s'havia produït l'alliberament de dos-cents dels tres-cents detinguts durant la protesta.
El diari francès Le Monde, a través del seu corresponsal André Scemama, va notificar el 31 de març de 1976 que havien succeït «violents xocs entre vilatans àrabs i policies israelians» amb el resultat d'un mort i sis ferits entre els pobles de Sakhnin i Arraba, el dilluns 29; i tres morts més a Sakhnin, el dimarts 30. També va reportar que s'havia convocat una vaga de solidaritat a Cisjordània «amb un seguiment del 100%» i que «els estudiants van boicotejar les classes i les botigues van romandre tancades, excepte a Ramal·lah i Nablus, on la policia va obligar els comerciants a obrir les portes». A l'edició de l'endemà, 1 d'abril, Scemama va reportar el «retorn a la calma després dels enfrontaments de Galilea», que van deixar un rastre de sis morts i més de cent ferits. També va informar que a Jerusalem, el parlament israelià «havia rebutjat el dia abans una moció del partit comunista (Rakah) que condemnava 'l'atac deliberat de les autoritats contra àrabs innocents' i reclamava la dimissió del govern». A la mateixa edició, es va fer ressò que el president de l'OAP Iàssir Arafat i el líder del FPAP George Habash van fer ús d'una reunió a Beirut, el 30 de març, per a «segellar públicament la reconciliació» després de les jornades de protesta.

## Llegat
Per als palestins, el Dia de la Terra s'ha convertit en un dia de commemoració i tribut a aquells que han caigut en la lluita per mantenir les seves terres i la seva identitat cultural. Sovint, els ciutadans palestins d'Israel utilitzen la jornada per a manifestar el seu descontentament amb les polítiques de l'Estat, i especialment per temes com la igualtat de drets entorn de la propietat de les terres i la ciutadania. L'any 1988 els líders palestins van declarar que la diada funcionaria com «un dia nacional de commemoració de la comunitat palestina, així com un dia d'identificació amb els palestins de Cisjordània i la Franja de Gaza, que serà commemorat amb manifestacions i vagues generals anuals».
El Dia de la Terra ha servit no només per forjar una espècie de solidaritat política entre els ciutadans palestins, sinó també «per consolidar l'acceptació dels "àrabs de 1948" al món palestí i al cor de la principal doctrina del nacionalisme palestí». La festivitat es commemora cada any a Cisjordània, la Franja de Gaza, Jerusalem Est i als camps de refugiats palestins de Síria, Líban i Jordània, així com entre els membres de la diàspora palestina de tot el món. L'any 2006, el centre de premsa de l'Autoritat Nacional Palestina va descriure aquest dia com «[…] un dia memorable a la història de la lluita del poble palestí, ja que els palestins abracen les terres dels seus ancestres, la seva identitat i la seva existència en aquest dia en particular». No obstant això, alguns comentaristes han observat últimament que la població palestina es mostra menys entusiasta amb les protestes, fins i tot malgrat els esforços dels organitzadors per a publicitar l'esdeveniment. Hi ha qui veu en això una creixent reconciliació en els nivells més bàsics.

### Commemoracions i protestes anuals

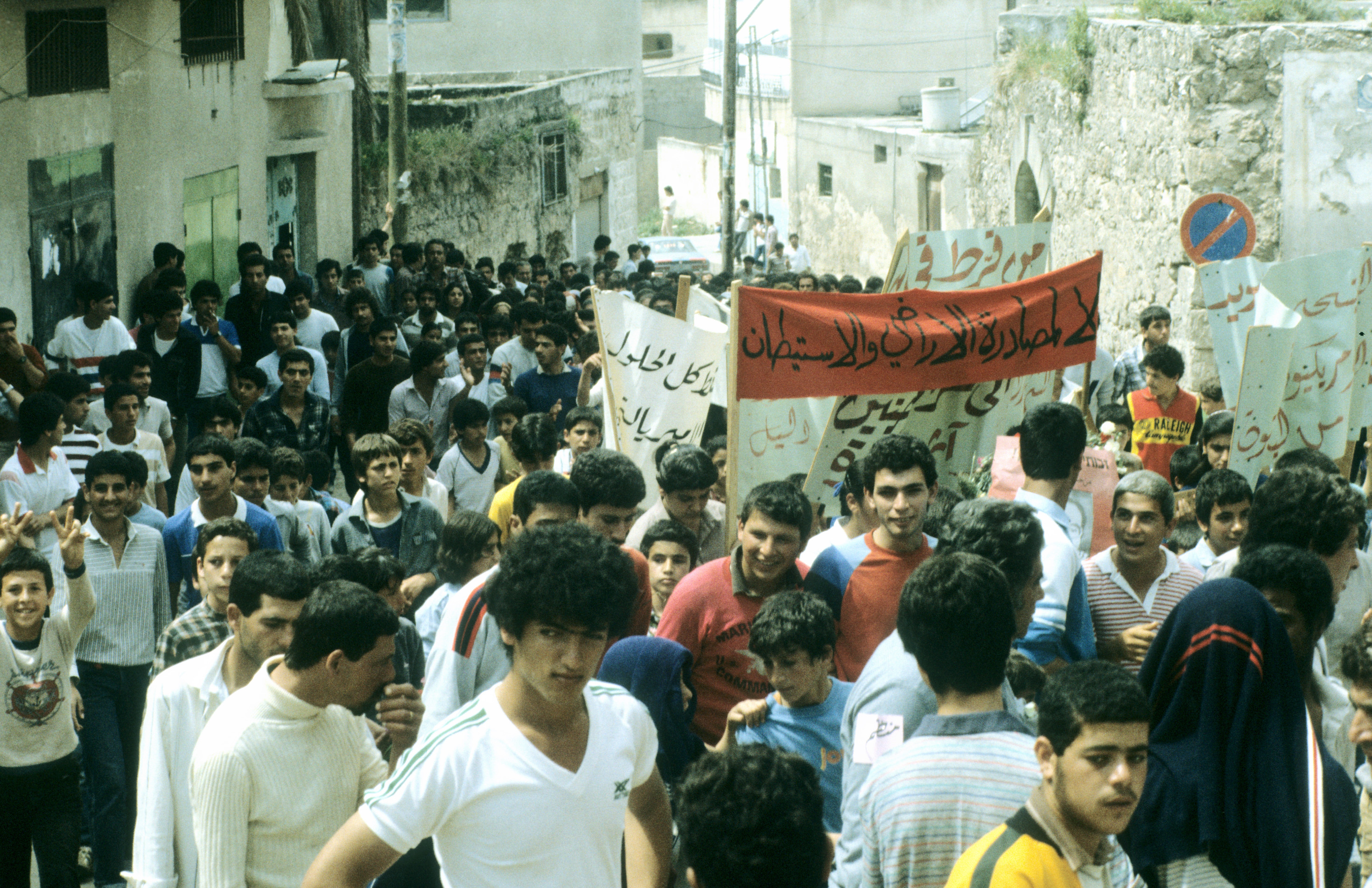
Dia de la Terra (1979)

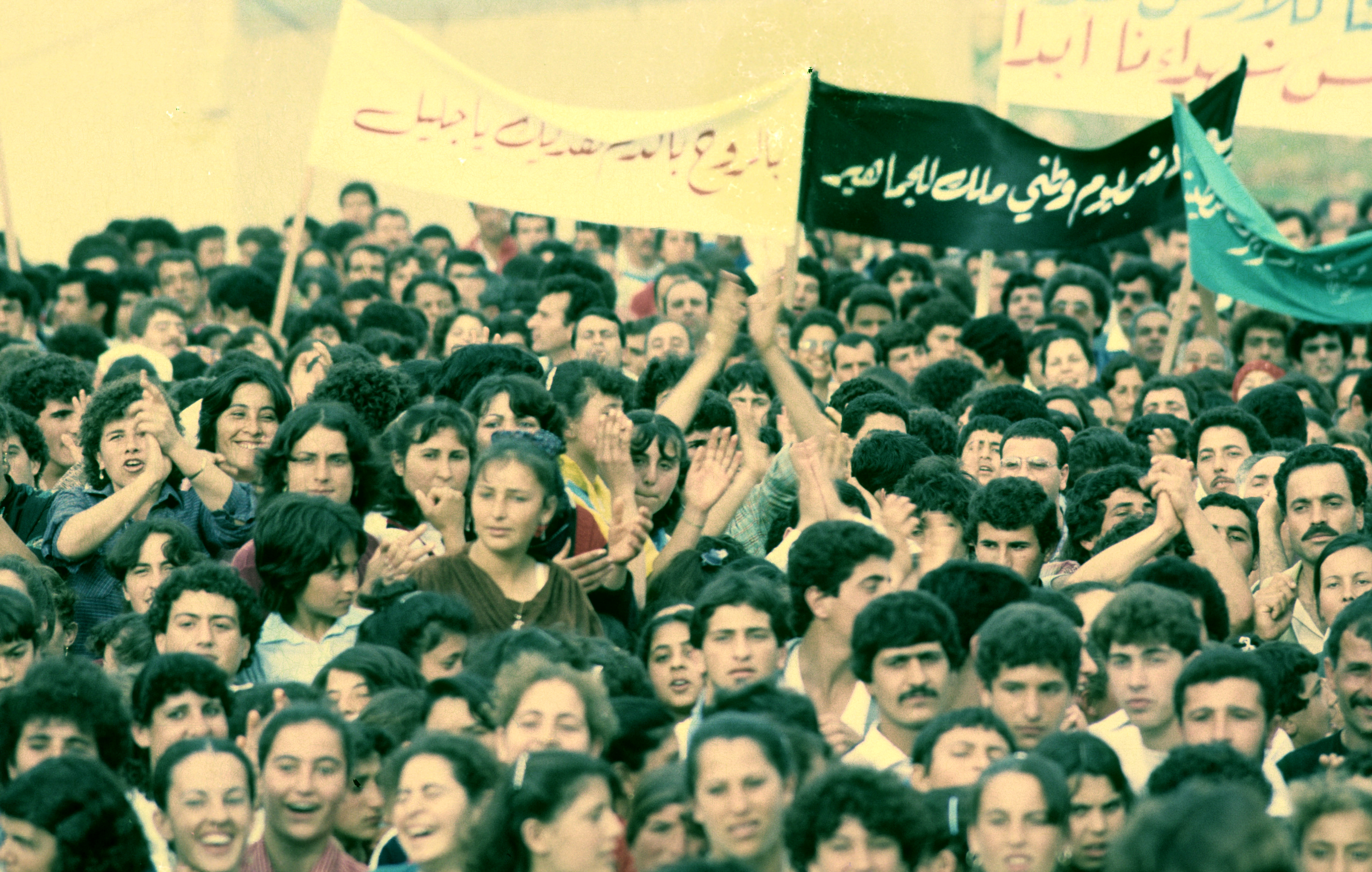
Dia de la Terra a Sakhnin (1988).

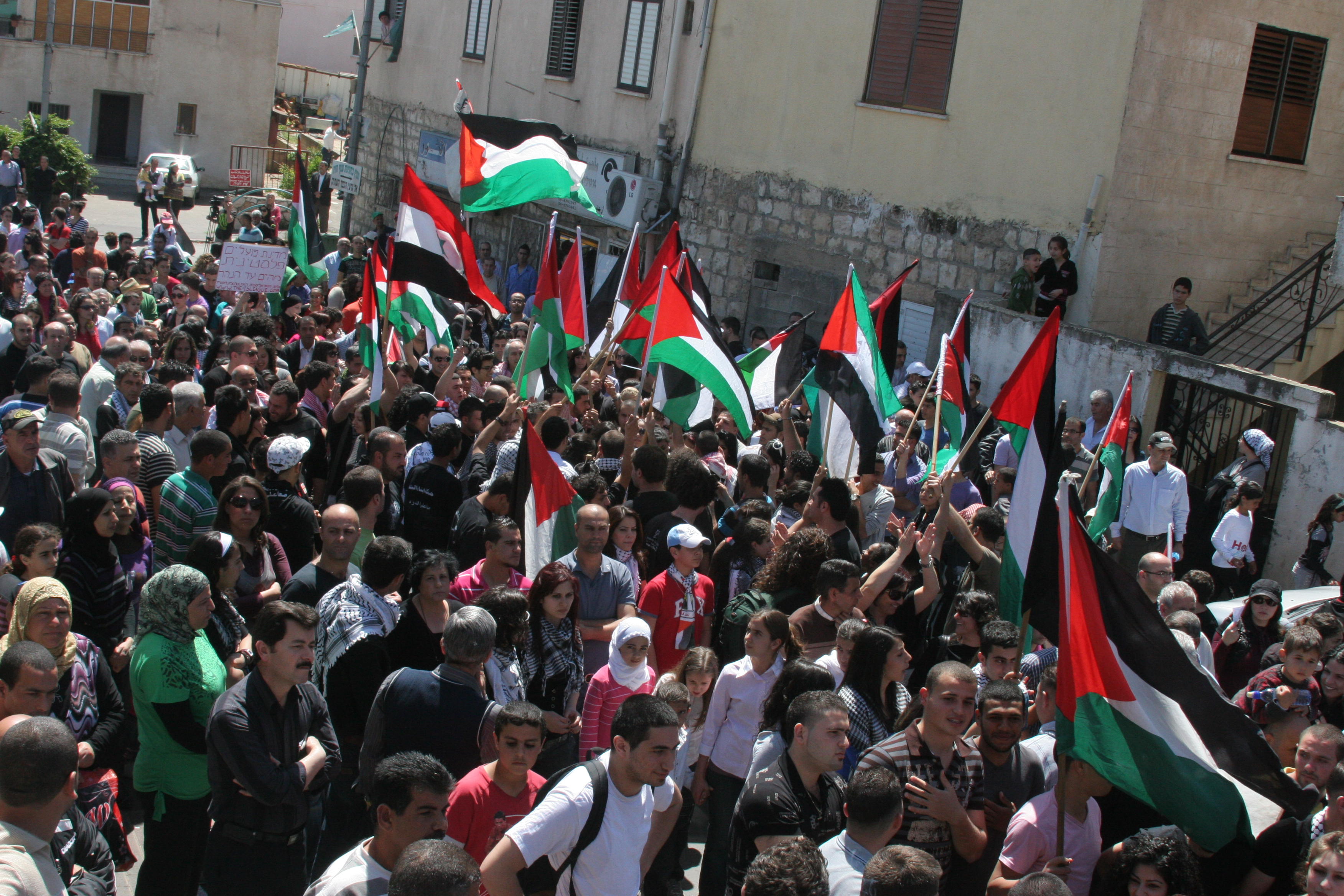
Dia de la Terra a Sakhnin (2010).

Un informe judicial israelià documenta que la vaga general i les manifestacions dutes a terme a Israel durant la commemoració del Dia de la Terra de l'any 2000 van procedir, en general, de manera pacífica, amb l'excepció de les protestes a Sakhnin. Allà, centenars de joves es van congregar i es van dirigir a una base militar israeliana adjacent al poble. Van aixecar les tanques i van penetrar a la base onejant banderes palestines al seu interior. Els líders àrabs que es trobaven a Sakhnin per a realitzar discursos davant la multitud van intentar detenir-los, però van ser rebuts amb hostilitat. La policia fronterera israeliana va arribar a la base per a reforçar-hi el nombre d'efectius, resposta a la que la multitud va reaccionar llançant-los pedres. La policia va respondre amb bales de goma i gasos lacrimògens, que van forçar als manifestants a retrocedir fins a la carretera principal, on van continuar els enfrontaments. Una anciana de 72 anys, natural de Sakhnin, va morir a conseqüència de la inhalació de gasos.
Al 2001, una sèrie de circumstàncies van fer que el Dia de la Terra es tornés especialment violent. La Segona Intifada havia començat uns mesos abans, aquell any es commemorava el 25è aniversari del primer Dia de la Terra, i la data de commemoració va caure en divendres, dia en el qual, a més, havia estat convocat un «dia de la ira». Desenes de milers de manifestants palestins, juntament amb d'altres d'ètnia jueva, es van manifestar pacíficament a l'interior d'Israel portant banderes palestines. No obstant això, durant les manifestacions a Cisjordània, 4 palestins van morir i altres 36 van resultar ferides a Nablus quan l'exèrcit israelià utilitzà foc real contra els manifestants que els llançaven pedres i còctels molotov. A Ramal·lah, uns 2.000 manifestants van cremar imatges d'Ariel Xaron i van onejar banderes palestines i iraquianes, al que els soldats israelians van respondre una vegada més amb foc real, deixant un palestí mort i 11 més de ferits. Una hora després, militants palestins es van unir als enfrontaments i van ser rebuts amb foc de metralladora dels tancs israelians. També va haver-hi manifestacions a la Franja de Gaza i al camp de refugiats palestins d'Ain al-Hilweh, al Líban.
Un any després, en el Dia de la Terra de 2002, els ciutadans palestins d'Israel van expressar la seva solidaritat amb els seus germans palestins de Cisjordània i la Franja de Gaza, criticant el «cercle israelià a la caserna general del líder palestí Iàssir Arafat». El Dia de la Terra de 2005 es va dedicar a la lluita dels llogarets no reconeguts del Nègueb, on els organitzadors afirmen que uns 80.000 ciutadans àrab-israelians viuen sense accés als serveis mínims i unes 30.000 llars han rebut avisos de demolició. Les manifestacions de 2008 van incloure una marxa a Jaffa en la qual uns 1.000 palestins van aprofitar la diada per a cridar l'atenció sobre les contínues confiscacions de terres a la ciutat, on molts dels seus habitants d'origen palestí es queixen que estan sent desnonats per allotjar a jueus de l'estranger en lloc seu.

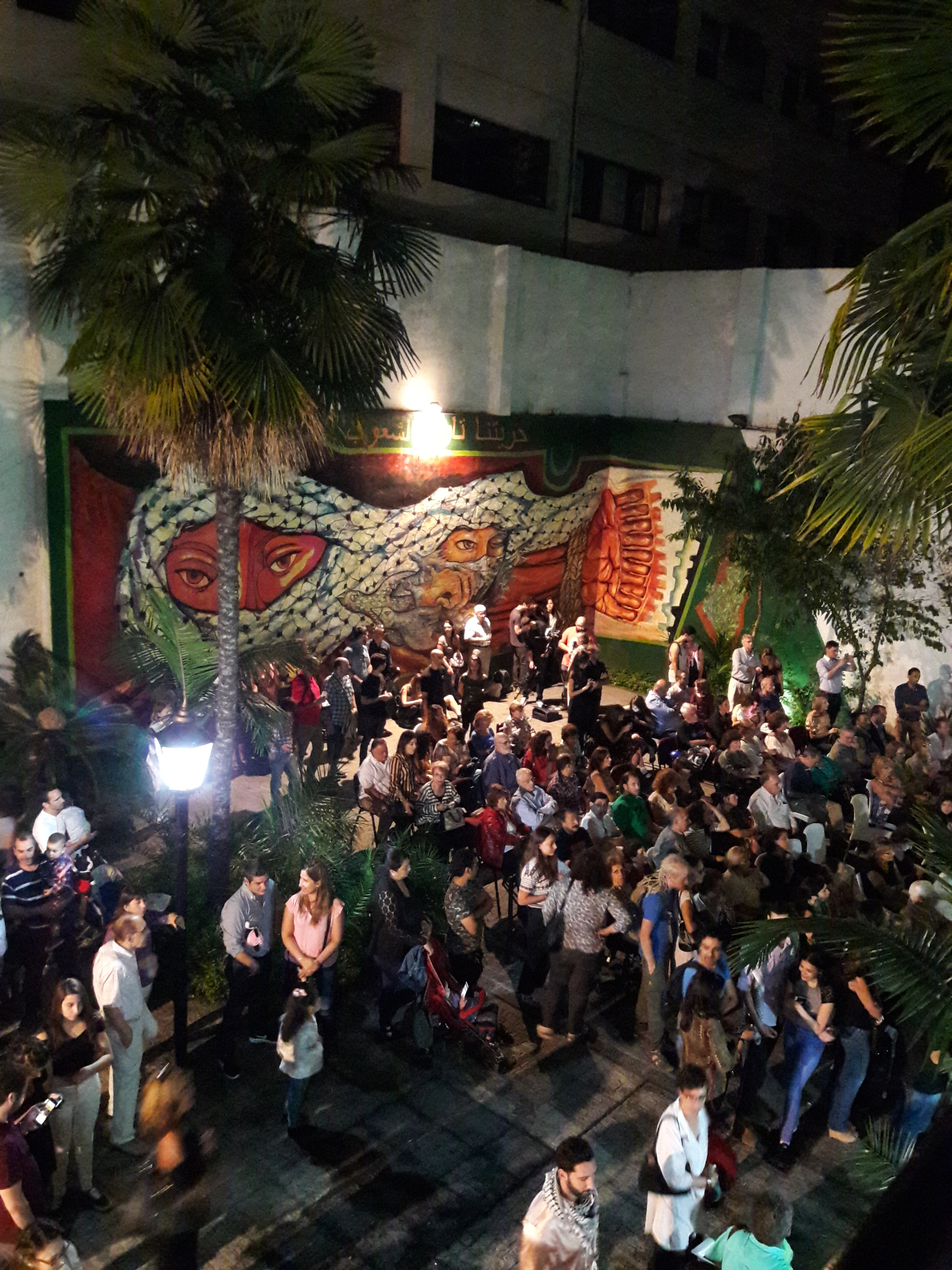
Dia de la Terra a Buenos Aires (2017).

Les crides a accions de resistència no violenta per a protestar contra les confiscacions de terres són freqüents durant aquesta diada. Per exemple, el Centre de Recursos BADIL per als Residents Palestins i els Drets dels Refugiats va fer pública una nota de premsa amb motiu del Dia de la Terra de 2006 en el qual recolzava una campanya de «boicot, desinversions i sancions contra Israel» i demanaven la fi de la «discriminació racial, l'ocupació i la colonització». Durant les commemoracions del Dia de la Terra de 2009, un grup d'unes 50 dones palestines es van reunir entorn de la Porta de Damasc de la Ciutat vella de Jerusalem cantant cançons nacionalistes palestines de Marcel Khleifi i repartint pòsters i samarretes que cridaven al boicot de productes israelians.
També al 2009, milers de ciutadans palestins d'Israel, alguns d'ells portant banderes palestines, es van manifestar entre les ciutats d'Arraba i Sakhnin portant una pancarta que deia: «Estem tots units contra el feixisme i el racisme israelià». El parlamentari israelià d'origen palestí Taleb el-Sana va exigir al govern que «detingui els plans racistes de judeïtzació de Galilea i el Néguev i adopti polítiques de desenvolupament per a tots els residents de Galilea i el Néguev». Ynetnews va informar que s'havien planejat protestes palestines a tot el món, inclòs als Estats Units, Canadà, Alemanya, Finlàndia, França i Bèlgica, i que el Fòrum Social Mundial va anunciar el llançament d'una campanya per demanar a tots els seus afiliats que repudiessin a Israel. La diada d'aquell any també es va commemorar al suburbi de Sabra i al camp de refugiats de Xatila amb una exhibició d'art i un concert, així com en els propis Territoris Palestins, on manifestants palestins es van concentrar prop del mur israelià de separació a l'altura dels pobles de Ni'lin i Jayyous.
Al 2011, 300 persones van ser interceptades abans que sortissin cap a Israel i 140 van ser arrestades en destí i retornades al punt d'origen.
En previsió de les protestes del Dia de la Terra de 2012, Israel va segellar l'accés als palestins a tota Cisjordània, si bé les restriccions de moviment no es van aplicar als colons jueus allí presents.
De fet, la llista de persones amb prohibició d'entrada incloïa 1.200 noms. Com que moltes companyies aèries tenien en compte aquesta llista, només 43 van ser interceptades a l'aeroport de Tel-Aviv, així que molt poques van arribar a la ubicació de l'acte de Betlem, a Cisjordània. Va haver-hi protestes a la Franja de Gaza i a Cisjordània, on l'exèrcit israelià va matar un palestí i en va ferir a 37. En el control militar de Kalandia, un grup de joves palestins es va enfrontar amb soldats israelians, els primers llançant pedres i els segons bales de plom recobertes de goma i magranes d'atordiment, amb un resultat final de 39 palestins ferits. A Jordània, unes 15.000 persones van realitzar una asseguda pacífica en solidaritat amb el poble palestí. També va haver-hi manifestacions prop del castell de Beaufort, al Líban.
Durant les protestes del Dia de la Terra de 2018, 17 palestins van morir per trets de franctiradors israelians a la Franja de Gaza, i altres 1.400 van resultar ferits de diversa consideració, 800 d'ells per trets (almenys 20 van quedar en estat crític). Cinc dels morts eren membres de Hamas, que havia convocat una marxa pacífica cap a la tanca fronterera en favor del dret de tornada dels refugiats palestins. Una setmana després, en una manifestació derivada d'aquesta primera, altres 9 palestins van morir per trets de franctiradors israelians, un d'ells, Yaser Murtaja, era un periodista identificat com a tal per una armilla amb la paraula «Premsa».